# Miloslav Kukla (generál)
Brig. gen. Miloslav Kukla (25. listopadu 1904 Beroun – 7. dubna 1974 Praha) byl československý generál a důstojník československé armády v zahraničí během druhé světové války.

## Život

### Před druhou světovou válkou
Miloslav Kukla se narodil 25. listopadu 1904 v Berouně v rodině Bohumíra Kukly a Karly, rozené Modrochové. Mezi lety 1919 a 1923 studoval na učitelském ústavu ve Svatém Janu pod Skalou, poté nastoupil prezenční vojenskou službu, během které započal studium na Vojenské akademii v Hranicích. Do října 1935 sloužil v Trebišově u hraničářského praporu 10 na úrovni velitelů čet, během služby absolvoval několik zdokonalovacích kurzů. Od listopadu 1935 do března 1938 zastával post druhého pobočníka a zpravodajského důstojníka u pěšího pluku 28, následně se věnoval studiu. Během všeobecné mobilizace na podzim 1938 působil jako zástupce přednosty intendance 7. divize, po jejím skončení jako velitel roty pěšího pluku 28 v Praze.

### Druhá světová válka

#### Polsko
Po německé okupaci a rozpuštění Československé armády byl Miloslav Kukla od 1. září 1939 ustanoven do funkce obvodního tajemníka ministerstva vnitra v Brandýse nad Labem. Do funkce již nestihl nastoupit, protože 22. srpna ilegálně opustil Protektorát Čechy a Morava a 26. srpna se hlásil ve Varšavě u plk. Prokopa Kumpošta, pro kterého následně pracoval jako šifrant. Dne 7. září byl dán k dispozici hlavnímu štábu polské armády, která se bránila vpádu nacistického Německa. Po jejím pádu se mu podařilo dostat z obklíčení a koncem měsíce přejít hranici do Rumunska.

#### Francie
Z Rumunska se Miloslav Kukla přesunul do Francie, kde byl 13. října 1939 prezentován v Agde u zde vznikající československé zahraniční jednotky. Od února 1940 zastával funkci prvního pobočníka velitele pluku a účastnil se obranných bojů v rámci bitvy o Francii.

#### Velká Británie
Po pádu Francie se Miloslav Kukla přesunul do Velké Británie, kde působil na štábních a velitelských funkcích u 1. československé smíšené brigády. Od října 1940 pracoval souběžně jako pedagog pěchotní taktiky na škole velitelů oddílů.

#### Sovětský svaz
Na konci jara 1943 byl Miloslav Kukla přesunut přes Nigerii do Sovětského svazu, kde se k 11. září téhož roku stal velitelm 2. pěšího praporu 1. československé samostatné brigády. Od ledna 1944 byl ustanoven velitelem protitankového praporu  2. československé samostatné paradesantní brigády. Od konce května 1944 sloužil jako náčelník štábu 3. pěší brigády. Na této funkci se účastnil Karpatsko-dukelské operace. Dne 12. ledna 1945 se stal zástupcem velitele 3. pěší brigády a na tomto postu působil během postupu jednotky severním Slovenskem. Druhou světovou válku ukonči na pozici přednosty 1. oddělení hlavního štábu. Dosáhl hodnosti podplukovníka.

### Po druhé světové válce
Od 1. dubna 1946 studoval Miloslav Kukla na Vorošilově Vojenské akademii generálního štábu v Sovětském svazu, po návratu vyučoval všeobecnou taktiku na Vysoké škole válečné v Praze. V září 1948 byl povýšen do hodnosti brigádního generála a ustanoven velitelem 3. divize v Kroměříži, od prosince 1950 do srpna 1951 velel 13. divizi. Zemřel 7. dubna 1974 v Praze.

## Vyznamenání
- 1940, 1943 a 2x 1944 Československý válečný kříž 1939
- Československá medaile za zásluhy I. st.
- 1940 Československá medaile Za chrabrost před nepřítelem
- Řád Slovenského národního povstání I. tř.
- Řád rudého praporu